# Kanton Noyelles-sous-Lens
Noyelles-sous-Lens is een voormalig kanton van het Franse departement Pas-de-Calais, gecreëerd in 1992 en inmiddels weer opgeheven. Het kanton maakte deel uit van het arrondissement Lens. Alle gemeenten werden vanaf 2015 opgenomen in het gewijzigde kanton Harnes.

## Gemeenten
Het kanton Noyelles-sous-Lens omvatte de volgende gemeenten:
- Billy-Montigny
- Fouquières-lès-Lens
- Noyelles-sous-Lens (hoofdplaats)